# 克氏擬鱥
克氏擬鱥（学名：Pseudophoxinus kervillei）是輻鰭魚綱鯉形目雅羅魚科的其中一個種，分布於亞洲的奧龍特河，Litani與約旦河流域的中部與北部，體長可達10公分，棲息在水流緩慢或靜止的水域，屬雜食性，以藻類及無脊椎動物為食。